# Hugo Tolentino Dipp
Hugo Tolentino Dipp (Santo Domingo, 28 de agosto de 1930-15 de julio de 2019) fue un historiador, político, abogado, educador y diputado de la República Dominicana.

## Biografía
Nació en el Palacio Presidencial el 28 de agosto de 1930, día en que Rafael Leónidas Trujillo se juramentaba como Presidente de la República; es hijo del intelectual y político Vicente Tolentino Rojas, perteneciente a una familia mulata de clase alta de Santiago de los Caballeros, y de Catar Dipp, inmigrante libanesa; su padre fue ministro del derrocado presidente Horacio Vásquez y tenía establecida su residencia en el Palacio Presidencial.
Graduado de bachiller en la Escuela Normal Superior Eugenio María de Hostos en 1948, más tarde se graduó de Doctor en Derecho en la Universidad de Santo Domingo en el año 1953; además de especializarse con títulos de Doctor en Derecho de la Universidad Central de Madrid en 1954 y Derecho Público en la Universidad de París en 1959 durante su exilio en Europa.
Desde el año 1960 inicia como profesor ayudante de Historia de las Antillas durante el siglo XIX para la Universidad de Londres, a su regreso en 1963 a la República Dominicana es nombrado profesor en la Universidad de Santo Domingo tras obtener mediante concurso la cátedra de derecho internacional. 
Desde ese momento fue un pilar importante en la reforma académica y administrativa de dicha institución, en 1966 fue miembro de la Comisión de Reforma Universitaria, en 1968 es electo Vicerrector Académico, desde 1970 hasta 1974 fue profesor de Sociología e Historia Social Dominicana y desde 1974 hasta 1976 fue rector de la misma.
Se casó con Ligia Evangelista Bonetti Guerra, con quien engendró a su únigénita Beatriz Micaela, y luego se divorciaron. Luego contrajo segundas nupcias con Sarah Bermúdez Henríquez.

### Vida política
En el orden político el Dr. Hugo Tolentino Dipp fue una figura importante en la política dominicana, se inició como diputado por el Distrito Nacional al Congreso Nacional de la República Dominicana en los períodos de 1982-1986 y 1986-1990, en el primer período fue Presidente de la Cámara de Diputados. Es nombrado secretario de Estado de Relaciones Exteriores de la República Dominicana en el periodo 2000-2004 del gobierno del Ing. Hipólito Mejía. 
Dentro del Partido Revolucionario Dominicano ocupó importantes posiciones desde 1980 cuando fue designado miembro del Comité Ejecutivo del Partido Revolucionario Dominicano, en 1985 miembro del Comité Político, en 1989 Vicepresidente, y en 1997 Presidente en Funciones de dicha organización política.
Fue diputado nacional en el Congreso Nacional de la República Dominicana. Fue vicepresidente del Partido Revolucionario Dominicano (PRD), y en agosto de 2014 abandonó dicha organización política para ingresar junto a más de 30 diputados que decidieron defender la democracia dominicana al Partido Revolucionario Moderno (PRM).

### Vida literaria
Su carrera como escritor e historiador de la realidad social dominicana está compuesta por una docena de títulos en la materia, además de numerosas conferencias en instituciones educativas de la República Dominicana y el extranjero, en naciones como los Estados Unidos, México, Perú, España, Portugal, Argentina, Italia, Guyana, Francia, Alemania y algunos países africanos.
En 1963 la Academia Dominicana de la Historia lo premió por su obra Perfil Nacionalista de Gregorio Luperon y posteriormente en 1976 obtiene el Premio Nacional de Historia de la República Dominicana. Desde entonces ha escrito numerosos ensayos y libros que se unen a su amplia carrera literaria; entre sus obras más meritorias están: Perfil Nacionalista de Gregorio Luperon, Orígenes del Prejuicio Racial contra el Indio de América, Mitos del Quinto Centenario y Casas de las Américas.

#### Obras
Fuente:
- Tesis doctoral (Universidad de París): "Orígenes Histórico-Jurídico de los Estados Dominicano y Haitiano"(1959)
- El Fenómero Racial en Haití y la República Dominicana (1973)
- Significado Histórico de la Fundación de la Ciudad de Santo Domingo de Guzmán
- El Colegio Universitario y el Logro de una Educación Integral en la Universidad Autónoma de Santo Domingo
- Discursos desde la Rectoría
- Perfil Nacionalista de Gregorio Luperón
- La Traición de Pedro Santana
- Papel de la Universidad en la Sociedad Latinoaméricana Contemporánea
- Orígenes del Prejuicio Racial contra el Indio en América
- Raza e Historia en Santo Domingo
- Gregorio Luperón: Biografía Política
- La Reelección de Balaguer: Una Polémica (1977)
- Pasado Presente y Futuro de Nuestra Constitución
- El Congreso, las Leyes y la Participación Ciudadana
- Les Orígenes du Prejugé Racial en Amérique Latíne (1984)
- Historia de la Separación de Poderes en la República Dominicana (1985)
- La Influencia de la Revolución Francesa en la República Dominicana (1989)
- Los Mitos del Quinto Centenario (1992)
- Vocablos (1997)
- Itinerario Histórico de la Gastronomía Dominicana (2007)
- Palabra Nueva (2009)

## Distinciones
Fuente:
- Gran cruz Placa de la Orden del Mérito de Duarte, Sánchez y Mella, República Dominicana
- Gran cruz Placa de Plata de la Orden Heráldica de Cristóbal Colón, República Dominicana
- Gran cruz de la Orden del Libertador San Martín, Argentina
- Comandante de la Orden de la Legión de Honor, Francia
- Gran cruz de loa Orden del Mérito Civil, España
- Condecoración al Mérito Diplomático de Chile
- Medalla Geum-gwan (Oro) de la Orden del Mérito Cultural (en inglés), República de Corea (Sur)
- Gran cordón de la Orden de la Estrella Brillante (en inglés), República de China (Taiwán)
- Gran cruz Placa de Plata de la Orden Nacional José Matías Delgado, El Salvador
- Gran cruz Placa de Plata de la Orden Nacional Juan Mora Fernández, Costa Rica
- Gran oficial de la Orden del Wissam Al Alaoui (en inglés), Marruecos
- Gran cruz de la Orden Nacional al Mérito, Ecuador
- Gran cruz de la Orden del Príncipe Yaroslav el Sabio, Ucrania
- Gran cruz de la Orden Nacional Honorato Vásquez, Ecuador
- Gran cruz de la Orden del Quetzal, Guatemala
- Gran cruz de la Orden Francisco de Miranda, Venezuela